# Tetragona essequiboensis
Tetragona essequiboensis là một loài Hymenoptera trong họ Apidae. Loài này được Schwarz mô tả khoa học năm 1940.